# The Adventures of PC 49: Investigating the Case of the Guardian Angel
Pour plus de détails, voir Fiche technique et Distribution.
The Adventures of PC 49: Investigating the Case of the Guardian Angel est un film britannique réalisé par Godfrey Grayson, sorti en 1949.

## Synopsis
Un policier en uniforme infiltre un gang de dangereux voleurs.

## Fiche technique
- Titre original : The Adventures of PC 49: Investigating the Case of the Guardian Angel
- Réalisation : Godfrey Grayson
- Scénario : Vernon Harris et Alan Stranks d'après leur série radiophonique
- Photographie : Cedric Williams
- Musique : Frank Spencer
- Production : Anthony Hinds
- Pays d'origine : Royaume-Uni
- Format : Noir et blanc - 1,37:1 - Mono
- Genre : action
- Durée : 67 minutes
- Date de sortie : 1949

## Distribution
- Hugh Latimer : Police Constable Archibald Berkeley-Willoughby
- John Penrose : Barney
- Annette D. Simmonds : Carrots
- Pat Nye : Ma Benson
- Patricia Cutts : Joan Carr
- Michael Ripper : Fingers
- Martin Benson : Skinny Ellis
- Arthur Brander : Inspecteur Wilson
- Eric Phillips : Sergent Wright
- Billy Thatcher : Ted Burton